# ジョージ・イグナティエフ
ジョージ・パブロヴィッチ・イグナティエフ（英語: George Pavlovich Ignatieff, ロシア語: Георгий Па́влович Игнатьев, 1913年12月16日 - 1989年8月10日）は、ロシア系カナダ人の外交官、平和運動家である。冷戦外交の最前線に立つ一方で、平和運動家としても顕著な役割を果たした。息子のマイケル・イグナティエフもカナダの著名な政治学者、政治家である。

## 生い立ち
イグナティエフ（ロシア名イグナチェフ）は帝政ロシアのサンクトペテルブルクに貴族の子として生まれた。父はニコライ2世の側近として教育相を務めたパーヴェル・イグナチェフ伯爵で、母はナターシャ・ニコラエヴナ・メスツェレスキー公爵令嬢である。ジョージはイグナチェフ家の末子で、上に4人の兄がいた。ロシア革命が起きると、1918年に父イグナチェフはボリシェヴィキによって投獄された。幸い、彼の改革によって恩恵を受けた学生の手助けによって出獄することができたので、家族はロシアを脱することにした。彼らは1920年にオデッサからイギリス戦艦に乗って、イギリスに移り住んだ。ロンドンでは名門のセントポールズ・スクールに入学したが、「アカ (Bolshie)」というあだ名を付けられ、生涯つづくパブリック・スクール嫌いになった。その後、家族が経営していた酪農場を売り払い、カナダへとふたたび移住することにした。

## 学歴
1928年にモントリオールに着いたイグナティエフは、ローワー・カナダ・カレッジに入学した。母親ナターシャは貴族の出であったが、支出を始末し、息子を学費の高い名門校に通わせた。けれども、1929年にニューヨークの株式市場が暴落すると、イグナティエフ家の暮らしはふたたび暗転した。家族はトロント郊外のソーヒルに引っ越し、一つ屋根の下に身を寄せ合って暮らすることになった。公立のジャーヴィス高校を卒業すると、トロント大学に入り、政治経済学を専攻した。ここで彼はドナルド・クレイトンやハロルド・イニスのような花形教授の薫陶を受け、1936年に卒業した。相変わらず家計は楽ではなかったが、ローズ奨学金を得たことでオックスフォード大学ニューカレッジに留学する道が開けた。留学中、彼は祖父ニコライ・イグナチェフに関する論文を書くためにベルギーで調査を行った。祖父ニコライは外交官として、19世紀ロシアの対トルコ政策の中心にいた人物である。ロンドンに帰る前にドイツとオーストリアをまわったイグナティエフは、ニュルンベルクでアドルフ・ヒトラーの前を突撃隊が潮のように行進するのをみて、愕然とした。1938年にはオックスフォード大学で修士号を得た。

## 外交官
1939年に第二次世界大戦が始まると、彼はイギリス軍で写真情報を分析する軍務に就いたが、めぼしい学生に声をかけてまわっていたレスター・B・ピアソンの勧誘をうけ、カナダ外務省の採用試験を受けることにした。こうしてイグナティエフは三等書記官試験をトップの成績で通過し、1940年に外務省に入省した。
イグナティエフの初任地はロンドンの高等弁務官事務所であった。カナダ・ハウスでは高等弁務官のヴィンセント・マッセイ（のちにカナダ人初の総督となる）の秘書を務めた。革命と恐慌で多くのものを失ったイグナティエフだが、空襲下のロンドンで生涯の財産を2つ手に入れている。1つはのちに首相となるピアソンとの友情であり、もう1つはアリソン・グラントとの結婚である。アリソンはマッセイの姪でもあった。のちに夫婦は2人の息子をもうけたが、長男にはピアソンのニックネームのマイクをとってマイケルと名付けた。戦争が終わるとイグナティエフはアメリカ大使館の参事官やロンドンの副高等弁務官を務め、順調にキャリアを重ねていった。
ロシア生まれのカナダ人という来歴は、イグナティエフに東西外交の大舞台で活躍する機会を与えた。1957年から58年までユーゴスラビア大使として東側に赴任している。そこはかつて祖父ニコライがオスマン・トルコから独立させた国でもあった。1962年から66年まではNATO大使、66年から69年までは国連大使として、ピアソン政権の外交を現場で支えた。1967年4月と68年9月には安全保障理事会の議長国も担当している。1968年にはプラハの春とこれに対するワルシャワ条約機構軍による軍事介入があったが、イグナティエフは果敢に国連外交を展開した。国連に集う記者たちは彼のことを指して「平和屋 (peacemonger)」と呼んだ。1969年から72年までジュネーブ軍縮大使を務め、海底核兵器禁止条約や生物兵器禁止条約の策定に力を尽くした。彼にとって不幸だったのは、トルドー政権があまり軍縮には熱心でなく、また政策決定においても外務省を軽視していたことだった。ちょうどその頃、母校のトロント大学から学長職への招聘があったこもとあり、1972年にイグナティエフは外務省を去った。

## 平和運動
イグナティエフは1972年から79年までトロント大学トリニティカレッジで学長を務め、80年から86年まではトロント大学総長も務めた。また同じ時期の1973年から78年まではカナダ国立博物館機構の評議委員長も務めている。
官職を離れたイグナティエフは、より熱心に平和運動に取り組んだ。ジョン・ポランニー（のちにノーベル化学賞を受賞）の誘いを受けて、彼はパグウォッシュ会議の活動に参加するようになっていた。1978年には、トリニティカレッで開かれたパグウォッシュ会議30周年の記念シンポジウムをホストした。1979年にはカナダ国際連合協会の会長に就任した。1983年にはバンクーバーで8万人が参加した平和行進の代表者のひとりとなった。1984年8月にジョン・ターナー首相によってジュネーブ軍縮大使に指名された時には、「平和屋」の再登板に期待が寄せられたが、政権交代の結果、2か月もしないで任を離れることになった。
イグナティエフは1989年8月にケベック州シェルブルックで亡くなった。彼は11月のベルリンの壁崩壊を見ることはできなかったが、それでもソ連の体制が変革していく様子を喜び、冷戦後の世界でカナダが大きな役割を果たすだろうことを予想していた。

## 家族
イグナティエフは1944年にアリソン・グラントと結婚し、2人の子供をもうけた。妻アリソンはジョージ・モンロ・グラントの孫で、ヴィンセント・マッセイの姪にあたる。息子のマイケル・イグナティエフはカナダ自由党の党首を務めた後、父親と同じようにトロント大学の教壇に立つことになった。息子マイケルは9・11後の世界で人道目的による武力介入を肯定する思想で注目を集めたが
、父ジョージもまた人道と紛争解決のためには警察としての武力行使も必要である、と主張していた。

## 栄典・名誉

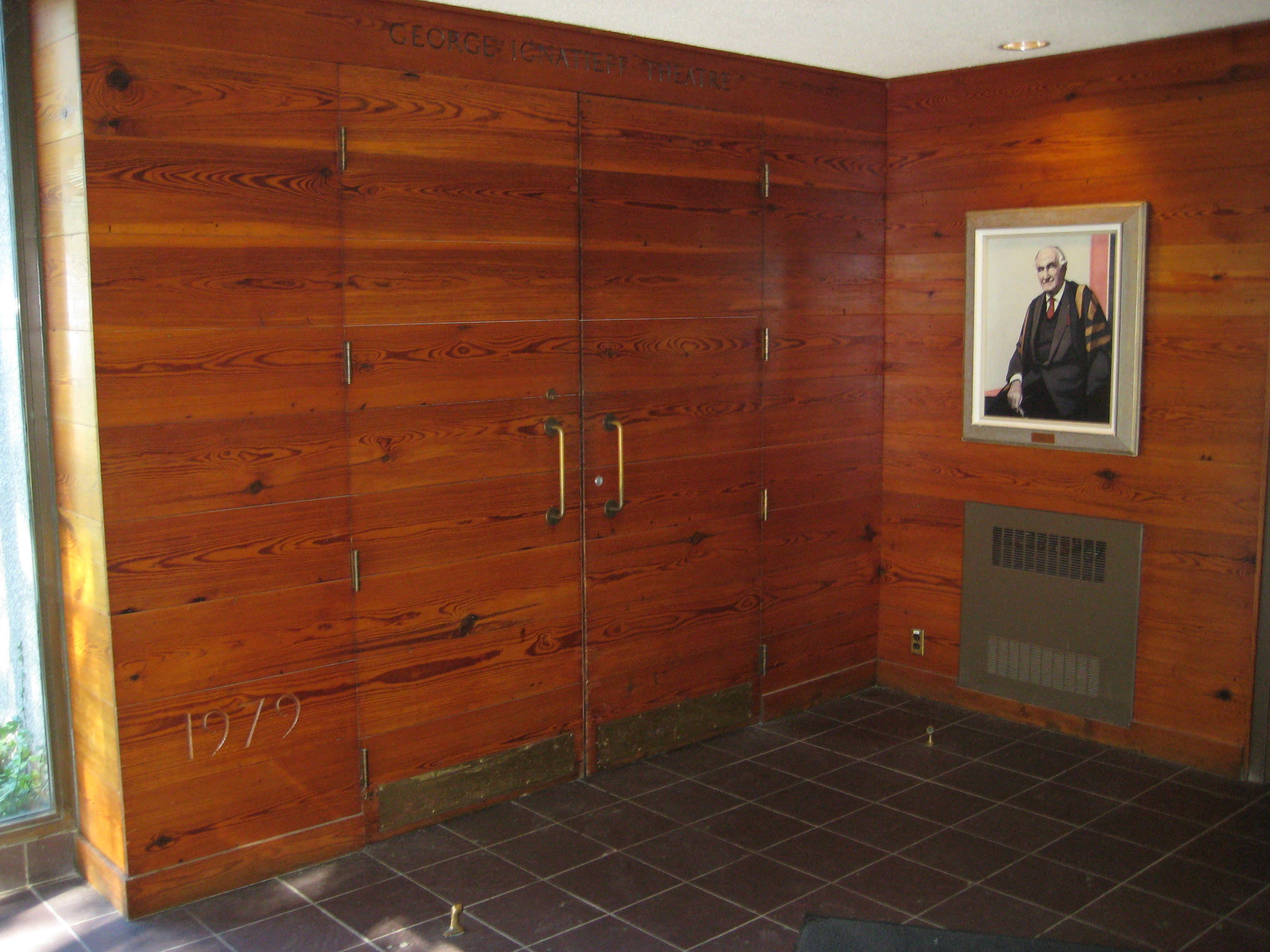
トロント大学ジョージ・イグナティエフ・シアター
（壁にイグナティエフの肖像が見える）

イグナティエフは1973年にカナダ勲章コンパニオンを受勲している。1984年にはピアソン平和メダルを受章した。彼の名前にちなんでトロント大学トリニティ・カレッジにはジョージ・イグナティエフ・シアターがある。
他にも以下の大学から法学の名誉学位を授与されている。
- ブロック大学　1969年5月27日[15]
- サスカチュワン大学　1973年5月18日[16]
- マウント・アリソン大学　1978年[17]
- ビクトリア大学　1984年7月[18][19]
- トレント大学　1984年秋[20]

ある追悼記事は彼を評して「カナダ人がけっして手に入れられなかった最高のカナダ総督」と述べた
。

## 著作
- The Making of a Peacemonger :The Memoirs of George Ignatieff, prepared in association with Sonja Sinclair, Toronto : University of Toronto Press, 1985.